# Renée Kool (kunstenaar)
Renée Kool (Amsterdam, 25 mei 1961) is een Nederlandse beeldend kunstenaar. Zij woont en werkt in Amsterdam.

## Werk
Renée Kool is een kunstenaar die zonder atelier werkt en op verschillende manieren de openbare ruimte als werkveld kiest. Naargelang het concept dat zij voor een bepaalde situatie uitwerkt, kiest zij voor performance, fotografie, video of theatervormen; ook schakelt zij andere kunstenaars, schrijvers etc. in bij haar projecten.

### Opleiding
Kool studeerde aan de Gerrit Rietveld Academie in Amsterdam, het Institut des hautes études en arts plastiques in Parijs, de Jan van Eyck Academie en het Centre for Emergent Media and Communication in Groningen.

## Tentoonstellingen en projecten
Kool exposeerde haar werk in verschillende musea en tentoonstellingsruimtes in binnen- en buitenland, waaronder W139, Museum Fodor (Amsterdam), Stedelijk Museum (Amsterdam) (dat ook werk van haar aankocht), Museum voor Moderne Kunst Arnhem, de Appel (Amsterdam) en het Groninger Museum.

### Celebration
Voor het Festival a/d Werf in 1994 maakte Kool een choreografie voor een videoclip, opgenomen op het door Hans van Houwelingen ontworpen Amenhofplein in Utrecht. De choreografie werd ontwikkeld in samenwerking met DJ DNA en vijftien jonge hiphopdansers die in de buurt van het plein woonden. De opname van Celebration was de opening van het Festival aan de Werf.

### Kasttheater

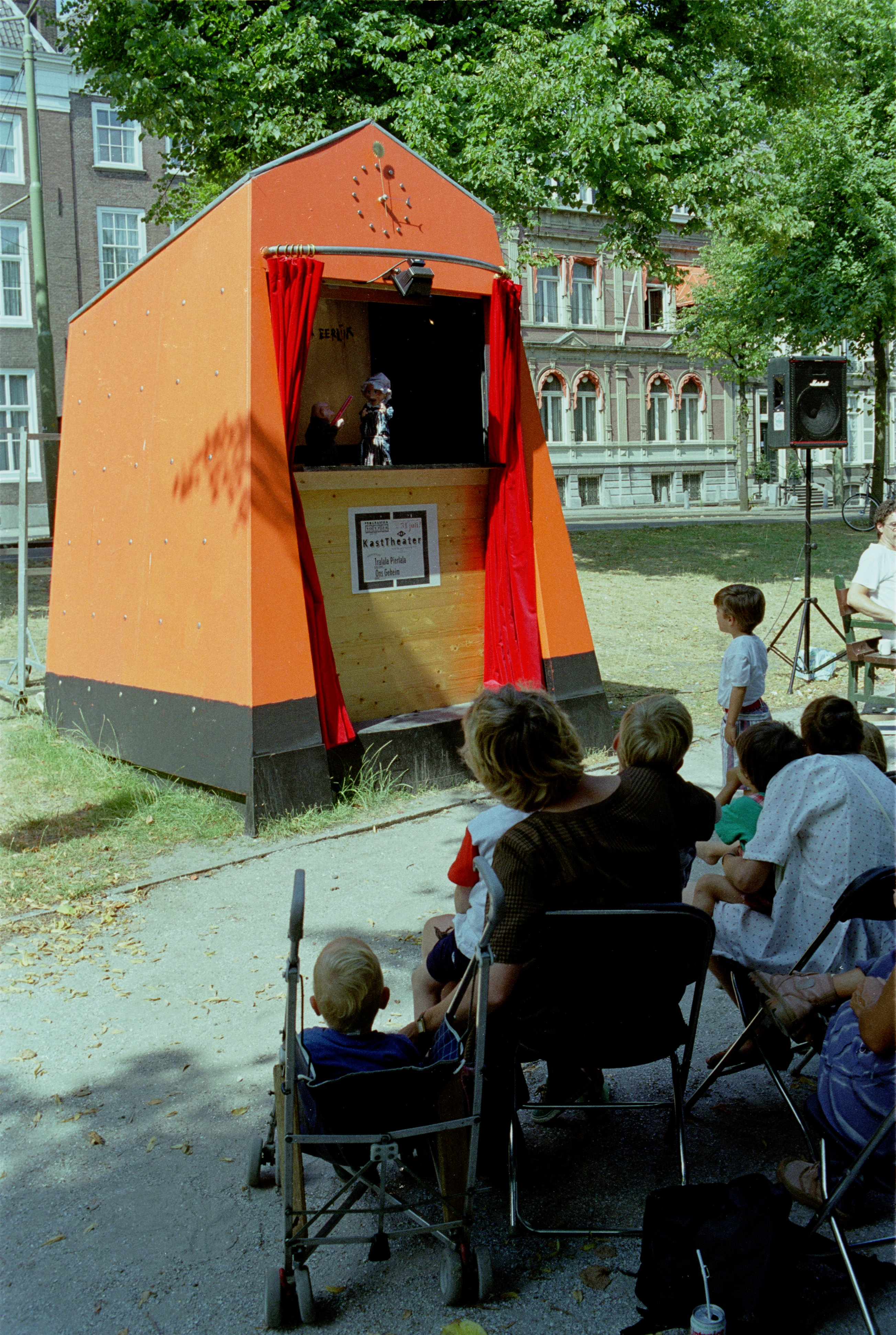
Kasttheater aan de Hofvijver, Zevende Museum, Den Haag (1994)

Voor Kasttheater aan de Hofvijver in Den Haag, vroeg Kool verschillende auteurs om teksten te schrijven over Jan Klaassen en Katrijn, die zij liet uitvoeren in poppenkastvoorstellingen aan de Hofvijver tegenover het Binnenhof.

### A Sunny Summer Sunday Afternoon in Paris
Voor het fotowerk ‘A Sunny Summer Sunday Afternoon in Paris’, dat zij op verschillende manieren op tentoonstellingen en in de openbare ruimte presenteerde, legde zij met een amateurcamera uit de jaren zestig, een panorama vast op een zonnige zondagmiddag in een park in Parijs. Eindeloos houdt een jongetje de bal hoog, een vrijend stel blijft in eeuwige omstrengeling en een paar uitgetrokken schoenen staan levensgroot, bijna als een ‘monument van de vrije tijd’ op de voorgrond.
Maaike Bleeker schreef over dit werk de tekst Is it a Bird? is it a Plane? It is a Landscape Film!

### Recente projecten
Anno 2008 werkt zij aan een aantal langdurige projecten in de publieke ruimte, onder andere in Overvecht (Utrecht) en bij voetbalclub SC Buitenveldert op de Zuidas in Amsterdam.

## Publicaties
Er is over het werk van Renée Kool geschreven en zij schrijft en publiceert zelf teksten. Een tekst over haar werk bij amateurvoetbalclub SC Buitenveldert is gepubliceerd in High Rise Common Ground, een uitgave van het Lectoraat Kunst en Publieke Ruimte/Gerrit Rietveld Academie Amsterdam.

## Onderwijs
Kool is als docent verbonden geweest aan onder andere de École Supérieure des Arts Décoratifs in Straatsburg en het Piet Zwart Institute.